# Foktő
Foktő – wieś i gmina w południowej części Węgier, w pobliżu miasta Kalocsa. Miejscowość leży na obszarze Wielkiej Niziny Węgierskiej, w komitacie Bács-Kiskun, w powiecie Kalocsa.
Gmina Foktő liczy 1646 mieszkańców (2009) i zajmuje obszar 31,46 km². We wsi znajduje się przystań przeprawy przez Dunaj.